# Communauté de communes des Corbières
La communauté de communes des Corbières est une ancienne communauté de communes française, située dans le département de l'Aude et la région Occitanie.

## Historique
Elle a été créée le 1er janvier 2013 à la suite de la mise en application de la réforme des collectivités territoriales et des décisions du conseil départemental de coopération intercommunale (CDCI) de l’Aude, en fusionnant la communauté de communes de la Contrée de Durban-Corbières et la communauté de communes des Hautes Corbières.
Le 1er janvier 2017, elle fusionne avec la communauté de communes Salanque - Méditerranée pour créer la communauté de communes Corbières Salanque Méditerranée.

## Composition
Elle regroupait les communes suivantes :
| Nom                       | Code Insee | Gentilé         | Superficie (km2) | Population (dernière pop. légale) | Densité (hab./km2) |
| ------------------------- | ---------- | --------------- | ---------------- | --------------------------------- | ------------------ |
| Durban-Corbières (siège)  | 11124      | Durbanais       | 25,90            | 647 (2014)                        | 25                 |
| Cucugnan                  | 11113      | Cucugnanais     | 15,33            | 131 (2014)                        | 8,5                |
| Duilhac-sous-Peyrepertuse | 11123      | Duilhacais      | 21,09            | 149 (2014)                        | 7,1                |
| Embres-et-Castelmaure     | 11125      | Embrémaurais    | 32,20            | 153 (2014)                        | 4,8                |
| Fontjoncouse              | 11152      | Fontjoncousois  | 27,35            | 145 (2014)                        | 5,3                |
| Maisons                   | 11213      | Maisonnais      | 12,15            | 41 (2014)                         | 3,4                |
| Montgaillard              | 11245      | Montgaillardais | 16,72            | 47 (2014)                         | 2,8                |
| Padern                    | 11270      | Padernais       | 29,79            | 122 (2014)                        | 4,1                |
| Paziols                   | 11276      | Paziolais       | 28,02            | 532 (2014)                        | 19                 |
| Rouffiac-des-Corbières    | 11326      | Rouffiacais     | 16,04            | 88 (2014)                         | 5,5                |
| Saint-Jean-de-Barrou      | 11345      | Saint-Jeannais  | 7,61             | 256 (2014)                        | 34                 |
| Soulatgé                  | 11384      | Soulatgeois     | 24,16            | 125 (2014)                        | 5,2                |
| Tuchan                    | 11401      | Tuchanais       | 59,52            | 769 (2014)                        | 13                 |
| Villeneuve-les-Corbières  | 11431      | Villenovais     | 24,31            | 257 (2014)                        | 11                 |
| Villesèque-des-Corbières  | 11436      | Vilasecais      | 31,69            | 382 (2014)                        | 12                 |